# فرودگاه هوگسوند
فرودگاه هوگسوند (به نروژی: Haugesund lufthavn) یک فرودگاه همگانی مسافربری با کد یاتا HAU است که یک باند فرود آسفالت دارد و طول باند آن ۲۱۲۰ متر است. این فرودگاه در شهر هوگسوند کشور نروژ قرار دارد و در ارتفاع ۲۶ متری از سطح دریا واقع شده‌است.

## شرکت‌های هواپیمایی و مقصدهای پروازی
| شرکت‌های هواپیمایی                           | مقصدهای پروازی                               |
| ------------------------------------------- | -------------------------------------------- |
| آدریا ایرویز                                | چارتر فصلی: اسپلیت                           |
| بی‌اچ ایر                                    | چارتر فصلی: بورگاس                           |
| فری‌برد ایرلاینز                             | چارتر فصلی: آنتالیا                          |
| نروجین ایر شاتل                             | گاردرموئن اسلو چارتر فصلی: گرن کناریا، رود   |
| انور ایر                                    | چارتر فصلی: میلاس-بودروم                     |
| رایان‌ایر                                    | فصلی تابستانی: آلیکانته-الچه، مالاگا         |
| هواپیمایی اسکاندیناوی                       | گاردرموئن اسلو چارتر فصلی: خانیا، گرن کناریا |
| Small Planet Airlines                       | چارتر فصلی: گاتویک                           |
| goToNordics اجرا توسط Small Planet Airlines | چارتر فصلی: برمن، گالیله                     |
| سان اکسپرس                                  | چارتر فصلی: آنتالیا                          |
| تیلویند ایرلاینز                            | چارتر فصلی: آنتالیا                          |
| ویدروئه                                     | کپنهاگ                                       |
| ویز ایر                                     | گدایسک لخ والسا                              |